# Žurkov Dol
Žurkov Dol este o localitate din comuna Sevnica, Slovenia, cu o populație de 193 de locuitori.